# Hiền phi
Hiền phi (chữ Hán: 賢妃) là một tước hiệu được phong cho các phi tần trong thời phong kiến ở vùng Á Đông.

## Một số nhân vật nổi tiếng

### Trung Quốc
Dưới thời nhà Đường, tước vị Hiền phi bắt đầu xuất hiện trong hệ thống Hậu cung. Hiền phi thuộc nhóm tứ phi, bên cạnh Quý phi (貴妃), Thục phi (淑妃), Đức phi (德妃), hàm Chính nhất phẩm, địa vị chỉ thua mỗi Hoàng hậu.

#### Nhà Đường
- Từ Huệ, phi tần của Đường Thái Tông, là một nữ thi nhân có tiếng. Đương thời giữ chức Sung dung (充容), Thái Tông băng hà liền tuyệt thực chết theo. Đường Cao Tông truy phong Hiền phi.
- Vi Hiền phi, phi tần của Đường Đức Tông.
- Dương Hiền phi, phi tần của Đường Văn Tông, tác động phần lớn đến việc chọn người kế vị của Văn Tông, sau bị buộc tự sát.
- Vương Hiền phi, sủng thiếp của Đường Vũ Tông. Vương thị nguyên là Tài nhân (才人), Vũ Tông băng hà liền thắt cổ chết theo. Đường Tuyên Tông truy phong Hiền phi.

#### Ngũ Đại Thập Quốc
- Hoàng hậu Lý Xuân Yến, sơ phong Hiền phi, Hoàng hậu của Mân Khang Tông.
- Thượng Hiền phi, sủng phi của Mân Cảnh Tông, bị giết bởi phiến quân.

#### Nhà Tống
- Cao Hiền phi và Thiệu Hiền phi, đều là những phi tần của Tống Thái Tông.
- Tào Hiền phi và Trần Hiền phi, đều là những phi tần của Tống Chân Tông. Tước Hiền phi đều do truy phong.
- Phùng Hiền phi, phi tần của Tống Nhân Tông, nguyên là Tu dung (修容), qua đời mới được truy phong Hiền phi.
- Lâm Hiền phi, phi tần của Tống Thần Tông, qua đời mới được truy phong Hiền phi.
- Lưu Thanh Tinh, Kế hậu của Tống Triết Tông, đắc sủng sinh kiêu khi còn là phi thiếp, được phong Hiền phi trước khi phong Hậu.
- Vi Hiền phi, phi tần của Tống Huy Tông và là mẹ của Tống Cao Tông, từ cung nhân được phong dần đến Hiền phi. Sau loạn Tĩnh Khang, Vi thị khi được đón về cung và được tôn làm Thái hậu.
- Dương Hiền phi, phi tần của Tống Huy Tông.

#### Nhà Kim
- Hứa Hiền phi, phi tần của Kim Hi Tông.
- Thạch Vị Hiền phi, phi tần của Kim Thế Tông.

#### Nhà Minh
- Lý Hiền phi, phi tần của Minh Thái Tổ.
- Quyền Hiền phi, Triều Tiên tiến cống, sủng phi của Minh Thành Tổ, thụy là Cung Hiến (恭献). Cái chết của Quyền thị đã gây ra một đại thảm sát ở cung của Lữ Tiệp dư, và cả bản thân Lữ thị.
- Vương Hiền phi, phi tần của Minh Thành Tổ, nghi là bị tuẫn táng, thụy là Cung Hòa Vinh Thuận (恭和榮順).
- Lý Hiền phi, phi tần của Minh Nhân Tông, đặc cách miễn bị tuẫn táng.
- Triệu Hiền phi, phi tần của Minh Tuyên Tông, bị tuẫn táng, thụy là Thuần Tĩnh (纯静).
- Ngô Hiền phi, phi tần của Minh Tuyên Tông, thụy là Vinh Tư (榮思), mẹ của Minh Đại Tông. Nhà Nam Minh truy tôn làm Hoàng hậu.
- Vương Hiền phi, thụy là Chiêu Túc Tĩnh Đoan (昭肅靖端), và Lý Hiền phi, thụy là Chiêu Ý (昭懿), đều là những phi tần của Minh Anh Tông.
- Bách Hiền phi, phi tần của Minh Hiến Tông, thụy là Đoan Thuận (端順).
- Thẩm Hiền phi, phi tần của Minh Vũ Tông, thụy là Vinh Thục (榮淑).
- Trịnh Hiền phi, phi tần của Minh Thế Tông, được truy phong Hiền phi, thụy là Hoài Vinh (懷榮).
- Giang Hiền phi, phi tần của Minh Mục Tông.
- Ngụy Hiền phi, phi tần của Minh Thần Tông, được truy phong Hiền phi.

#### Nhà Thanh
- Đổng Ngạc Hoàng quý phi, sủng phi của Thanh Thế Tổ Thuận Trị, sơ phong Hiền phi. Sau được truy phong Hiếu Hiến Đoan Kính Hoàng hậu dù cho đương kim Hiếu Huệ Chương Hoàng hậu còn đang tại vị.

### Việt Nam

#### Nhà Lý
- Hiền phi Lê Mỹ Nga, phi tần của Lý Anh Tông, mẹ của Lý Long Tường, là tổ tiên của dòng họ Lý Hoa Sơn ở Hàn Quốc.

#### Trịnh - Nguyễn phân tranh
- Hiền phi Trương Thị Ngọc Lãnh, phi tần của Minh Khang Thái vương Trịnh Kiểm.
- Hiền phi Nguyễn Phúc Ngọc Súy, phi tần của Thanh Đô vương Trịnh Tráng.

#### Nhà Nguyễn
- Nhất giai Hiền phi Ngô Thị Chính, là sủng phi của Thánh Tổ Minh Mạng.

### Triều Tiên

#### Nước Cao Ly
- Kính Mục Hiền phi Vương thị, phi tần của Cao Ly Đức Tông.
- Nhân Kính Hiền phi và Nhân Tiết Hiền phi, hai chị em Lý thị, đều là những phi tần của Cao Ly Văn Tông, sơ phong Cung chúa, qua đời truy phong Hiền phi.